# Camarillas
Camarillas est une commune d’Espagne, dans la province de Teruel, communauté autonome d'Aragon et comarque de Teruel